# Alvaro Tapia
Alvaro Tapia, född 1976 i Växjö, är en svensk illustratör med chilenskt ursprung. Han är utbildad på Östra Grevie folkhögskola och på Konstfack i Stockholm.
Tapia har illustrerat omslagen på de första svenska utgåvorna av Harry Potter-böckerna och de två första böckerna i serien Han som föddes att möta mörkret. Han har även gjort flera illustrationer åt det svenska rollspelet Drakar och Demoner från Riot Minds. 2008 gav förlaget Wahlström & Widstrand ut boken Svenska Folksagor, skriven av Birgitta Hellsing och Jan-Öjvind Swahn och illustrerade med blyertsteckningar av Tapia.